# Tanzania op de Gemenebestspelen

Vlag van Tanzania

Tanzania is een van de landen die deelneemt aan de Gemenebestspelen (of Commonwealth Games). Sinds 1962 heeft Tanzania vijftienmaal deelgenomen. In totaal over deze vijftien edities won Tanzania 24 medailles.

## Medailles
| Tanzania op de Gemenebestspelen | Tanzania op de Gemenebestspelen | Tanzania op de Gemenebestspelen | Tanzania op de Gemenebestspelen | Tanzania op de Gemenebestspelen | Tanzania op de Gemenebestspelen |
| ------------------------------- | ------------------------------- | ------------------------------- | ------------------------------- | ------------------------------- | ------------------------------- |
| Jaar                            | Goud                            | Zilver                          | Brons                           | Totaal                          | Rang                            |
| 1962                            | -                               | -                               | -                               | -                               | /                               |
| 1966                            | -                               | -                               | -                               | -                               | /                               |
| 1970                            | -                               | 1                               | -                               | 1                               | 20                              |
| 1974                            | 1                               | -                               | 1                               | 2                               | 16                              |
| 1978                            | 1                               | 1                               | -                               | 2                               | 15                              |
| 1982                            | 1                               | 2                               | 2                               | 5                               | 12                              |
| 1990                            | -                               | 1                               | 2                               | 3                               | 24                              |
| 1994                            | -                               | -                               | 1                               | 1                               | 27                              |
| 1998                            | 1                               | 1                               | 1                               | 3                               | 17                              |
| 2002                            | 1                               | -                               | 1                               | 2                               | 24                              |
| 2006                            | 1                               | -                               | 1                               | 2                               | 19                              |
| 2010                            | -                               | -                               | -                               | -                               | /                               |
| 2014                            | -                               | -                               | -                               | -                               | /                               |
| 2018                            | -                               | -                               | -                               | -                               | /                               |
| 2022                            | -                               | 1                               | 2                               | 3                               | 32                              |